# Chester, Virginia
Chester är en ort i Chesterfield County i delstaten Virginia, USA.